# Greenville (miasto w hrabstwie Greene)
Greenville – miasto w Stanach Zjednoczonych, w stanie Nowy Jork, w hrabstwie Greene.